# Zofia Sawaniewska-Moch
Zofia Sawaniewska-Moch (ur. 16 września 1953 w Mejłunach k. Kiernowa), polska językoznawczyni. Zainteresowania badawcze: polszczyzna kresowa, kontakty językowe i kulturowe na obszarze dawnego Wielkiego Księstwa Litewskiego oraz tożsamość potomków warstwy ziemiańskiej na Litwie. Redaktorka naukowa i współautorka Słownika gwary i kultury Kujaw.

## Życiorys
W 1977 r. ukończyła studia polonistyczne na Wydziale Humanistycznym Uniwersytetu Mikołaja Kopernika. W 1986 r. obroniła na Wydziale Polonistyki Uniwersytetu Warszawskiego pracę doktorską Poradnik Jana Karłowicza jako źródło poznania polszczyzny XIX wieku napisaną pod kierunkiem Elżbiety Smułek. W 2003 r. uzyskała w Instytucie Slawistyki PAN stopień doktor habilitowanej w zakresie językoznawstwa słowiańskiego na podstawie rozprawy Ze studiów nad socjolektem drobnej szlachty kowieńskiej XIX wieku.  W latach 2004–2014  profesor Akademii Bydgoskiej im. Kazimierza Wielkiego (od 2005 r. Uniwersytetu Kazimierza Wielkiego). Od 2007–2014 kierowała Zakładem Historii Języka Polskiego i Dialektologii UKW (od 2012 r. zmiana na Zakład Językoznawstwa Historycznego i Kulturowego; obecnie Katedra Językoznawstwa Synchronicznego, Diachronicznego i Kulturowego). Od 2010 do 2021 r. profesor Instytutu Slawistyki PAN i członek Rady Naukowej IS PAN.
Od 2014 r. członek redakcji czasopisma „Acta Baltico-Slavica”, w latach 2018–2021 r. redaktor naczelna.
Od 2018 r. jest członkiem Komisji Socjolingwistyki przy Międzynarodowym Komitecie Slawistów, od 2024 r. członkiem Komitetu Słowianoznawstwa PAN.

## Projekty badawcze
2004–2007, Instytut Slawistyki PAN, główna wykonawczyni w projekcie badawczym Dziedzictwo kultury szlacheckiej na dawnych Kresach północno-wschodnich Rzeczypospolitej. Ginąca część kultury europejskiej, finansowanym przez Ministerstwo Nauki i Szkolnictwa Wyższego;
2017–2019, w ramach współpracy między Polską i Litewską Akademią Nauk projekt Pamiętniki, dzienniki, słowniki i listy autorów dwujęzycznych z Litwy (XIX w.–pierwsza połowa XX w.), realizowany z dr Viliją Sakalauskienė z Instytutu Języka Litewskiego w Wilnie;
2023–2028, Instytut Slawistyki PAN, kierowniczka projektu zespołowego polsko-litewskiego w ramach Narodowego Programu Rozwoju Humanistyki MEiN pt. Egodokumenty Emilii Wróblewskiej z lat 1850‒1886 – świadectwo życia i postaw ideowych Polki z kręgu inteligencji wileńskiej. Edycja cyfrowa 7 dzienników z opracowaniem krytycznym i e-monografia.

## Wybrane publikacje
Sawaniewska-Mochowa, Z. (2002). Ze studiów nad socjolektem drobnej szlachty kowieńskiej XIX wieku: Na podstawie słowników przekładowych Antoniego Juszkiewicza. Wydawnictwo Akademii Bydgoskiej im. Kazimierza Wielkiego.
Sawaniewska-Mochowa, Z. & Zielińska, A. (2007). Dziedzictwo kultury szlacheckiej na byłych Kresach północno-wschodnich Rzeczypospolitej. Ginąca część kultury europejskiej. Slawistyczny Ośrodek Wydawniczy.
Sawaniewska-Mochowa, Z. & Sakalauskienė, V. (2017). Dvikalbiai žodynai kaip kultūros tekstai (XIX a. kun. Antano Juškos žodynų pagrindu) [Translational Dictionaries as Texts of Culture (On the Example of the Nineteenth-Century Dictionaries by Rev. Antanas Juška)], Acta Linguistica Lithuanica 76, 89–104.
Sawaniewska-Mochowa, Z. & Sakalauskienė, V. (2019). Litewska i polska spuścizna językowa Antoniego Juszkiewicza (Antanasa Juški) z perspektywy XXI wieku, Acta Baltico-Slavica 43, 23–40.